# Patrick DeKoning
Patrick DeKoning (auch De Koning; * 23. April 1961 in Dendermonde, Ostflandern) ist ein belgischer Bogenschütze.
DeKoning trat bei zwei Olympischen Spielen an. 1984 in Los Angeles wurde er im Einzel 14. Bei den Spielen 1988 konnte er sich im Einzel als 44. nicht im Vorderfeld platzieren. Im Mannschaftswettbewerb belegte er mit dem belgischen Team den 15. Rang.
1979 und 1983 wurde DeKoning mit der belgischen Mannschaft jeweils Weltmeisterschafts-Dritter. Außerdem wurde er 1982 Europameister mit dem belgischen Team.